# A-Zスーパーセンター
A-Z（エーゼット、英称：A-Z）は、株式会社マキオが鹿児島県で店舗展開するスーパーセンター業態店舗。1号店は、1997年3月に阿久根市に日本で2番目の大型24時間営業店としてオープンした。
通称、A-Z（エーゼット）。ロゴマークにかたつむりを用いている。大規模小売店舗届出上は、ハイフンなしの「AZ」で店名表記されている。

## 概説

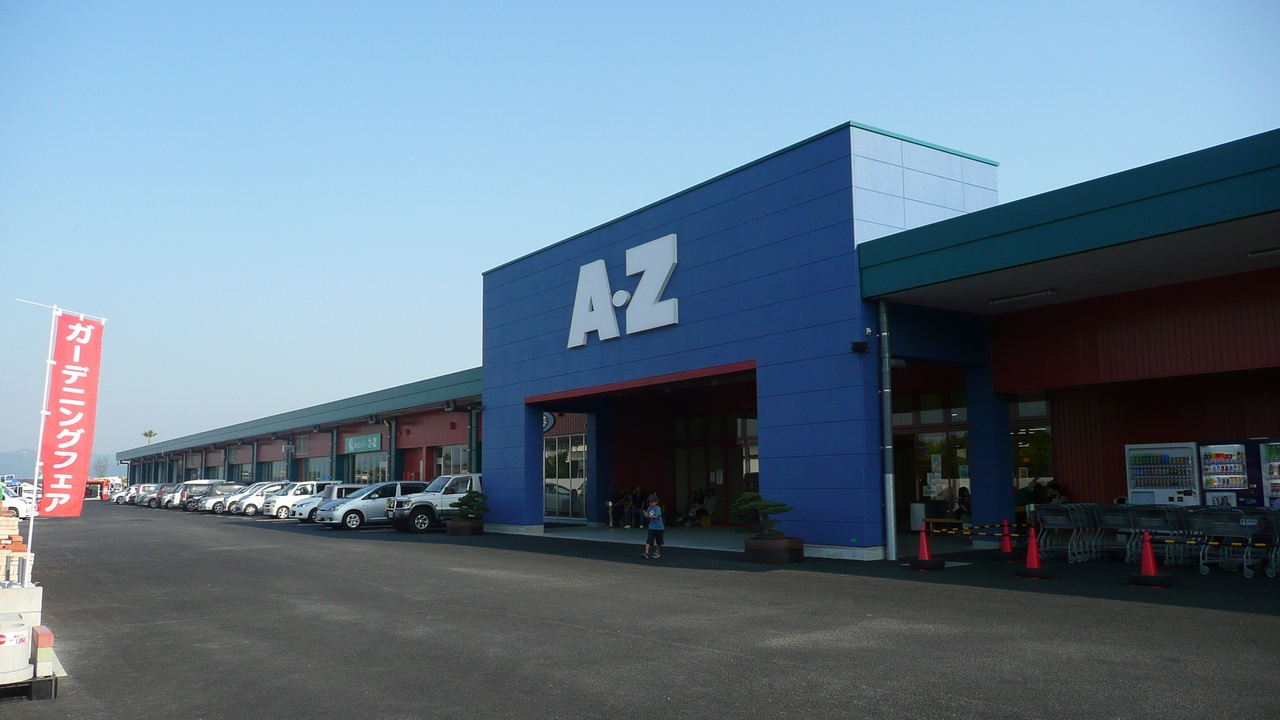
A-Zはやと

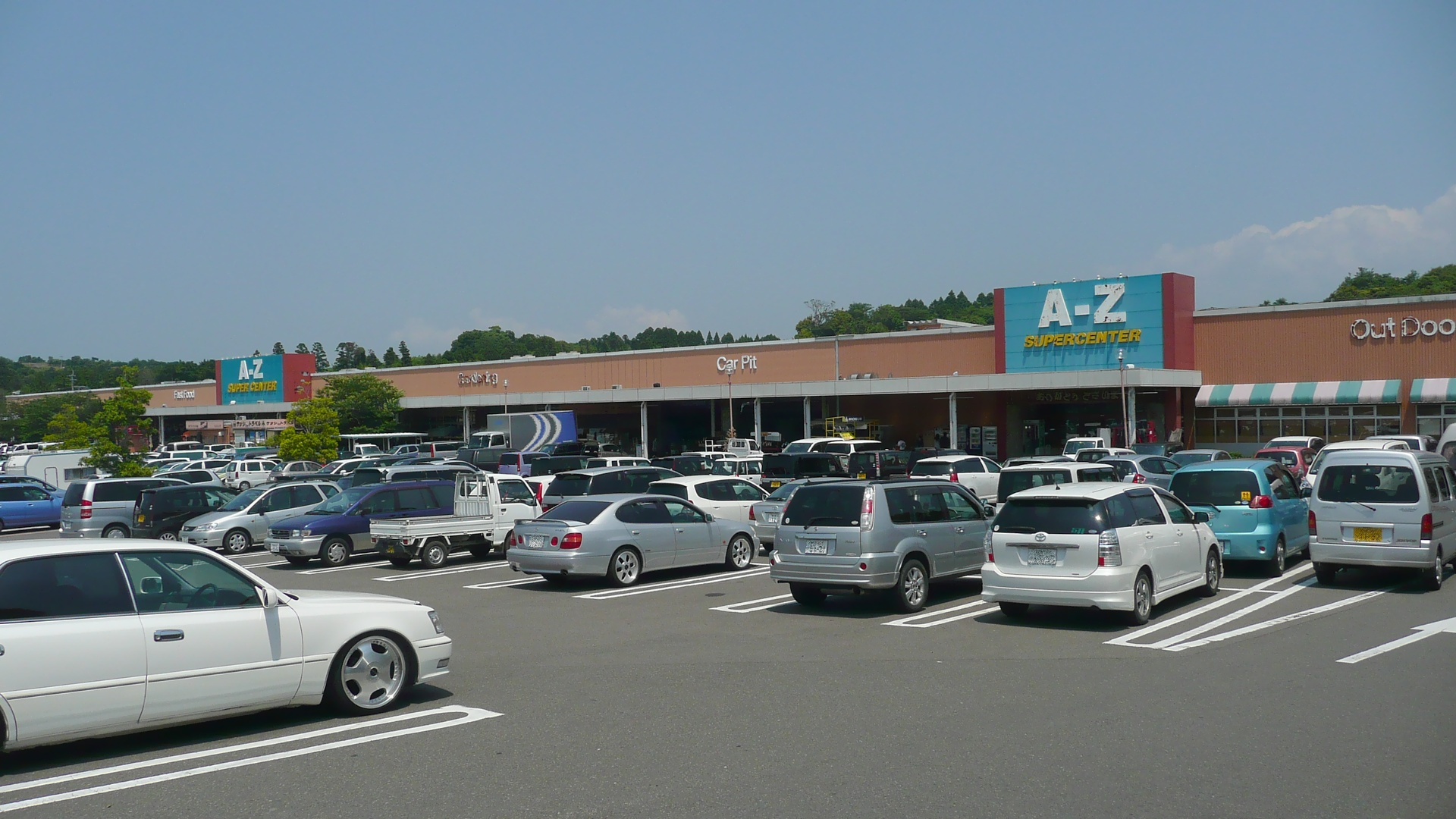
A-Zスーパーセンター時代の店舗外観（2009年6月）

生鮮食料品、日用雑貨、大工道具、自動車販売、セルフ式ガソリンスタンド、車検など38万点以上を取り扱う。セルフ式ガソリンスタンドの隣にコンビニエンスストアタイプの店舗マイマイも併設する。
株式会社マキオは1980年代から阿久根市でスーパーマーケットのマキオプラザとマキオホームセンターの2店舗を営業し、1980年代中盤に大型スーパーセンター店舗の開設を申請したが、行政は「大型規模では商圏に30万人必要」との見解で認可されず、11年間申請を継続した。1996年当時、阿久根市は大手コンビニなどが出店しておらず、午前0時に閉店して午前0時30分開店するなどほぼ24時間営業するマキオは、夜間に営業する店舗として市民に貴重であった。1997年3月に認可を得て、阿久根市に1号店を開店した。
2000年に約3000平方メートル (m2) ほど増床して広さが横幅200メートル (m)、奥行き100mとなる。2005年に川辺郡川辺町で2号店を開店した。2009年3月に霧島市隼人町で3号店「A-Zはやと」を開店し、従来の店舖をAZと出店地の地名を平仮名表記で組み合わせた「A-Zあくね」「A-Zかわなべ」に改称した。

## 特徴
過疎傾向の土地で成功した大型スーパーとして、マスメディアが以下の特徴を挙げている。
- あらゆる品目を取り扱い、来店すれば望む物が全て揃う、と高齢者が多い来客の需要を満たしている[6]。
- 阿久根店のみだが年会費1000円で送迎バスを巡回させ、電話予約すれば1人暮らしの高齢者や、移動手段を持たない住民の来店を可能にしている。購入した製品を玄関先まで運ぶなどのサービスを行う。
- 来客は食料品や生活品を、1週間分から2か月分と一度に大量に購入する傾向がみられる。一般的なスーパーマーケットの平均購入価格は1800円前後だが、阿久根店は3000円余と高額である。毎日通う客も一定数存在する。
- ムダを生じない工夫として、持ち帰る嵩高を減らすために客が捨てたキャベツの葉を、別の客が動物のえさなどに持ち帰り易くしている。
- 夜9時から翌朝7時までの売上が、全売上げの3割を占めている。
- 新古車(走行距離5千キロ以下)の売上も大きく、全売上げの3割を占めている。
- 地方生活者は夜の早い時間に就寝すると考えられていたが、潜在する夜間・深夜・早朝時間帯の需要が増えて生活に変化を生じさせた。就業後の来店客も多く、夜9時以降も子連れの家族客も見られる。
- 定年制度を設けておらず、60歳以上の従業員も多い。
- 60歳以上と身体障害者はＡＺカード会員に入会すると、総合案内所でお買い上げ当日中に限りお買い上げ額（税抜）の5％を返金するサービスがある。
- 「（高齢者にとって）階段の上り下りは煩わしいだけ」とする社長の意向で全店舗が平屋建てである。
- 敷地内にコンビニがある（あくね店・はやと店）のは、あまりの店舗の広さのため「よく使う日用品だけ買い物をしたい」という高齢者の要望が多かったため。商品の販売価格はコンビニもスーパーも同一としている[7]。

## 運営店舗
- 阿久根店（阿久根市赤瀬川、国道3号線沿い） 1997年3月26日開業、小売店舗面積は20,000m2程度。
- 川辺店（南九州市川辺町永田、国道225号線沿い） 2005年11月開業、届出小売店舗面積14,308m2。
- 隼人店（霧島市隼人町真孝、国道10号線沿い） 2009年3月18日開業、届出小売店舗面積26,343m2。 店舗名は「AZはやと」、届出は「AZスーパーセンター隼人店」である。土地は2007年3月30日に城山観光から譲渡された[8]。

2009年時点では曽於郡大崎町、宮崎県西諸県郡高原町への出店計画があったが、2023年現在も未出店である。

## 備考
- 1997年3月26日の開店初日数時間後に鹿児島北薩地方で発生した震度5強の鹿児島県北西部地震に遇い、約500万円の被害を受けた[10]。
- 開店以前は周辺人口の少なさからコンサルタントらが「この規模の店舗の成功に関して懐疑的であった」[5]と社長の牧尾は語る。
- 阿久根店開店時、事前に融資を約束していた県内金融機関が直前で融資を取りやめて一時危機に陥ったが、野村証券鹿児島支店が投資ファンドを紹介した。この経緯から店舗内に設けるATMはゆうちょ銀行限定である。
- 隼人店開店時に私募債を10億円募集し、宮崎太陽銀行と三井住友銀行が5億円ずつこれに応じた。
- 前社長の牧尾英二(2022年10月死去)は、元々自動車エンジニアで富士精密工業で働いていたが、弟が経営していたホームセンターが経営難に陥ったため、その立て直しのため会社を辞め経営に転じた経緯がある[11]。